# Gaubald
Gaubald, aussi Gaibald, Garibald, Garibauld, Gawibald ou Geupald (né vers 700, mort le 23 décembre 761) est le premier évêque de Ratisbonne de 739 à sa mort.

## Biographie
En 739, Boniface de Mayence établit le diocèse de Ratisbonne en plus de Salzbourg, Passau et Frisingue et nomme et consacre Gaubald comme premier évêque de ce diocèse. Avec lui commence le décompte des évêques de Ratisbonne, avant lui des évêques errants étaient actifs dans la région.
Afin d'ordonner et de consolider la vie religieuse et ecclésiastique dans le diocèse nouvellement fondé, il convoque un synode à Ratisbonne juste un an après sa nomination, qui se concentre sur l'organisation des paroisses ainsi que sur les décisions décisives concernant la conduite de la vie des prêtres et des laïcs.
Au sein de son diocèse, Gaubald est également subordonné à l'abbaye Saint-Emmeran en tant qu'abbé mineur ; il fait enterrer dans la crypte les restes d'Emmeran vers 740. Selon la tradition, Gaubald est mort le 23 décembre 761 et est enterré à l'entrée de la crypte de Ramwod à la basilique Saint-Emmeran de Ratisbonne. En 762, Sigeric lui succède comme évêque de Ratisbonne.
Un fragment d'un poème gravé d'un texte collectif théologique de la seconde moitié du Xe siècle, qui vient de la plume d'un moine de l'abbaye Saint-Emmeran nommé Albricus (Albrich), dit à son sujet :
« Cunctis sorte pari dinoscitur hic tumulari

Praesul Geupaldus docmate conspicuus,

Est Emmeramum qui dignus suscipeindum 
(fr. Comme nous le savons tous, Mgr Gaubald, qui était remarquable dans la foi, a été enterré ici par le même sort pour tous. Il est celui qui était digne de recevoir Emmeran.) »
Le poème fait allusion à la translation d'Emmeran de sa première tombe, l'église Saint-Georges d'Aschheim, à l'abbaye Saint-Emmeran.